# Phú Điền, Nam Sách
Phú Điền là một xã thuộc huyện Nam Sách, tỉnh Hải Dương, Việt Nam.

## Địa lý
Xã Phú Điền nằm phía đông của huyện Nam Sách, có vị trí địa lý:
- Phía bắc giáp xã An Bình
- Phía đông giáp xã Cộng Hòa và sông Kinh Môn
- Phía tây giáp xã An Lâm
- Phía nam giáp các xã Đồng Lạc và thành phố Hải Dương.

## Hành chính
Xã Phú Điền được chia thành 5 thôn: Phú Văn (Phú Xuyên + Lý Văn), Phong Kim (Phong Trạch + Kim Khê), Lâm Xuyên, Lâm Xá, Kim Bảng.

## Lịch sử, văn hóa
Đây là vùng đất địa linh nhân kiệt của huyện Nam Sách nói riêng và tỉnh Hải Dương nói chung. Xã Phú Điền gồm 7 thôn: Phú Xuyên, Lý Văn, Phong Trạch, Kim Khê, Lâm Xá, Lâm Xuyên và Kim Bảng. 6 trong tổng số 7 làng của xã đã được UBND tỉnh Hải Dương công nhận là Làng văn hóa. Trong đó nổi bật nhất phải kể đến làng văn hóa Phú Xuyên với nghề nấu rượu truyền thống. Qua các di chỉ khảo cổ các nhà khoa học đã xác nhận nơi đây là một trong những cái nôi của văn hóa lúa nước và văn minh sông Hồng. Nơi đây vẫn còn lại đặc trưng của miền quê đồng bằng Bắc bộ với các đặc trưng như: cây đa, giếng nước, sân đình mà hiện vẫn được giữ lại tại tất cả các làng trong xã.
Được bao quanh bởi các dòng sông nhỏ và hai nhánh sông vuông góc với nhau trong lòng xã, chia xã ra làm 4 khu vực. Các dòng sông này được thông với hệ sống thông Kinh Môn qua một cống nhân tạo phục vụ việc cung cấp phù sa cho ruộng đồng và trạm bơm (Thống Nhất) công suất lớn nhất huyện giúp thoát nước mùa mưa bão. Những con sông này gắn liền với ký ức tuổi thơ của bao thế hệ trong xã.

## Kinh tế, chính trị
Trong hai cuộc kháng chiến chống Thực dân Pháp và Đế quốc Mỹ, nhân dân và những người con trong xã đã hiến hết sức người, sức của góp công vào thành công vĩ đại trong công cuộc chống giặc ngoại xâm của cả nước. Đã có rất nhiều thanh niên trong xã nằm lại tại các chiến trường trong cuộc chinh chiến thần thánh của cả dân tộc. Toàn xã có 9 Bà mẹ Việt Nam anh hùng, hàng trăm liệt sĩ, hàng trăm thương binh, bệnh binh và người có công với Cách mạng.
Toàn xã hiện có hơn 150 đảng viên sinh hoạt tại 7 chi bộ Đảng, và hàng trăm đảng viên là người con của xã sinh hoạt Đảng tại nơi sinh sống học tập và làm việc trên khắp cả nước. 
Sau chiến tranh, với tinh thần xây dựng lại cuộc sống, xây dựng lại đất nước. Những người con của xã lại bắt tay vào tham gia sản xuất, làm kinh tế không chỉ xóa đói giảm nghèo mà còn làm giàu trên mảnh đất quê hương, đất nước mình.Kinh tế của xã Phú Điền phát triển rất mạnh trong những năm gần đây, tốc độ tăng trưởng luôn đạt trên 15% năm. Thu nhập bình quân đầu người đạt 3.120 USD/người/năm.

## Giáo dục
Xã có 2 trường học đều đạt chuẩn quốc gia là trường Tiểu học Phú Điền và THCS Phú Điền. Học sinh của xã luôn có tỉ lệ đỗ vào các trường cao đẳng, đại học khá cao.
Những người con của xã hiện làm ăn, sinh sống tại hầu khắp các tỉnh của Việt Nam, nhiều nhất phải kể đến các tỉnh miền Đông nam bộ, các tỉnh Tây Nguyên và khu vực Hà Nội.

## Nghề truyền thống
Nghề truyền thống ở xã ngoài nấu rượu ở làng Phú Xuyên (rượu ở đây nổi tiếng khắp vùng về chất lượng) còn có các nghề khác như: Nghề làm nồi đất ở làng Lâm Xuyên, nghề đóng gạch ở làng Lâm Xá, nghề úp nơm bắt cá ở làng Phong Trạch, nghề nuôi gà công nghiệp ở làng Kim Bảng, nghề trồng táo ở làng Lý Văn.
By ramptt